# Árpád Makay
Árpád Makay (Radaulz, 28 maggio 1911 – 6 dicembre 2004) è stato un direttore della fotografia ungherese.

## Filmografia

### Direttore della fotografia
- Deadly Spring (1939)
- Rózsafabot (1940)
- Le mille e una notte (Gül Baba), regia di Kálmán Nádasdy (1940)
- Háry János (1941)
- I Am Guilty (1942)
- Magdolna (1942)
- Fekete hajnal, regia di László Kalmár (1943)
- Something Is in the Water (1944)
- Treasured Earth (1948)